# Wereldranglijst curling
De wereldranglijst voor curling is een ranglijst die een overzicht in relatieve krachtsverhouding weergeeft tussen de beste curlingnaties ter wereld. De wereldranglijst wordt door World Curling samengesteld. Er worden punten uitgedeeld naargelang de prestaties van landen op het Europees kampioenschap, het pan-continentaal kampioenschap, het wereldkampioenschap en de Olympische Winterspelen.

## Geschiedenis
De wereldranglijst werd ontworpen door Patrick Hürlimann, de Zwitserse olympische kampioen van 1998. Op 6 december 2006 werd hij voor het eerst vrijgegeven. De punten van de laatste vier seizoenen vormen samen het puntenaantal van elk land op de wereldranglijst. De punten die drie jaar geleden werden gesprokkeld,  gelden slechts voor 40% in de nieuwe ranking, die van twee jaar geleden voor 60% en die van één jaar geleden voor 75%. De punten die in het seizoen net voor uitgave van de nieuwe wereldranglijst werden behaald, worden voor de volle 100% bij het puntentotaal geteld. De ranking werd aanvankelijk twee keer per jaar aangepast. Dit gebeurde in april, na afloop van de wereldkampioenschappen, en in december, halfweg het seizoen en na afloop van de regionale kampioenschappen. Sedert 2019 wordt er maar één rangschikking per seizoen gemaakt, na afloop van de wereldkampioenschappen in het voorjaar. Op wereldkampioenschappen en Olympische Spelen kunnen betrekkelijk meer punten verdiend worden dan op de Europese of pan-continentale kampioenschappen.
Sinds 2013 wordt er ook een wereldranglijst bijgehouden voor het rolstoelcurling, dat in gemengde teams wordt gespeeld. Een jaar later introduceerde de toenmalige World Curling Federation een wereldranglijst voor gemengddubbele curlingteams. In 2017 werd de wereldranglijst voor gemengde teams gelanceerd, en in 2022 volgde de wereldranglijst voor het gemengddubbel bij rolstoelateleten.

## Top 10 wereldranglijsten 2025
| Plaats | Land             | Punten | 2024 |
| ------ | ---------------- | ------ | ---- |
| 1      | Schotland        | 84,328 | 2    |
| 2      | Canada           | 77,015 | 0    |
| 3      | Zweden           | 67,254 | 2    |
| 4      | Zwitserland      | 53,716 | 1    |
| 5      | Italië           | 41,000 | 1    |
| 6      | Verenigde Staten | 32,776 | 0    |
| 7      | Duitsland        | 32,597 | 1    |
| 8      | Noorwegen        | 30,209 | 1    |
| 9      | China            | 26,925 | 8    |
| 10     | Japan            | 23,776 | 0    |

| Plaats | Land             | Punten | 2024 |
| ------ | ---------------- | ------ | ---- |
| 1      | Zwitserland      | 89,851 | 0    |
| 2      | Canada           | 83,284 | 0    |
| 3      | Zuid-Korea       | 55,925 | 0    |
| 4      | Zweden           | 46,567 | 0    |
| 5      | Japan            | 36,836 | 0    |
| 6      | Schotland        | 35,881 | 1    |
| 7      | Noorwegen        | 33,398 | 3    |
| 8      | Denemarken       | 31,582 | 1    |
| 9      | Italië           | 30,866 | 1    |
| 10     | Verenigde Staten | 27,866 | 4    |

## Ranglijstaanvoerders
| Periode       | Mannen    | Vrouwen     | Gemengddubbel | Gemengd   | Rolstoel | Rolstoel GD |
| ------------- | --------- | ----------- | ------------- | --------- | -------- | ----------- |
| December 2006 | Canada    | Zweden      |               |           |          |             |
| April 2007    | Canada    | Canada      |               |           |          |             |
| December 2007 | Canada    | Canada      |               |           |          |             |
| April 2008    | Canada    | Canada      |               |           |          |             |
| December 2008 | Canada    | Canada      |               |           |          |             |
| April 2009    | Canada    | Canada      |               |           |          |             |
| December 2009 | Canada    | Zweden      |               |           |          |             |
| April 2010    | Canada    | Zweden      |               |           |          |             |
| December 2010 | Canada    | Zweden      |               |           |          |             |
| April 2011    | Canada    | Zweden      |               |           |          |             |
| December 2011 | Canada    | Zweden      |               |           |          |             |
| April 2012    | Canada    | Zweden      |               |           |          |             |
| December 2012 | Canada    | Zweden      |               |           |          |             |
| April 2013    | Canada    | Zweden      | Canada        |           |          |             |
| December 2013 | Canada    | Zweden      | Canada        |           |          |             |
| April 2014    | Canada    | Canada      | Canada        |           |          |             |
| December 2014 | Canada    | Canada      | Zwitserland   | Canada    |          |             |
| April 2015    | Canada    | Canada      | Zweden        | Canada    |          |             |
| December 2015 | Canada    | Canada      | Zweden        | Canada    |          |             |
| April 2016    | Canada    | Zwitserland | Zweden        | Rusland   |          |             |
| December 2016 | Canada    | Zwitserland | Zweden        | Rusland   |          |             |
| April 2017    | Canada    | Canada      | Canada        | Rusland   |          |             |
| December 2017 | Canada    | Canada      | Canada        | Schotland | Rusland  |             |
| April 2018    | Zweden    | Zweden      | Canada        | Schotland | China    |             |
| December 2018 | Zweden    | Zweden      | Canada        | Canada    | China    |             |
| 2019          | Zweden    | Zweden      | Canada        | Canada    | China    |             |
| 2020          | Zweden    | Zweden      | Canada        | Canada    | China    |             |
| 2021          | Zweden    | Zweden      | Canada        | Canada    | China    |             |
| 2022          | Zweden    | Zwitserland | Schotland     | Canada    | China    | Zweden      |
| 2023          | Zweden    | Zwitserland | Noorwegen     | Canada    | China    | Letland     |
| 2024          | Zweden    | Zwitserland | Noorwegen     | Canada    | China    | Zuid-Korea  |
| 2025          | Schotland | Zwitserland | Noorwegen     | Zweden    | China    | Zuid-Korea  |